# Шадзько
Шадзько (пол. Szadzko) — село в Польщі, у гміні Добжани Старгардського повіту Західнопоморського воєводства.
Населення — 434 особи (2011).
У 1975-1998 роках село належало до Щецинського воєводства.

## Демографія
Демографічна структура станом на 31 березня 2011 року:
|          | Загалом | Допрацездатний вік | Працездатний вік | Постпрацездатний вік |
| -------- | ------- | ------------------ | ---------------- | -------------------- |
| Чоловіки | 227     | 62                 | 157              | 8                    |
| Жінки    | 207     | 57                 | 122              | 28                   |
| Разом    | 434     | 119                | 279              | 36                   |